# 克利夫蘭希爾 (紐約州)
克利夫蘭希爾（英語：Cleveland Hill）是位於美國紐約州伊利縣的非建制地區。

## 地理
克利夫蘭希爾所處的海拔為高於海平面215米（即705英呎），而該地所採用的時區為UTC-5，即北美东部时区（EST）。同時該地設有夏令時間，為UTC-5調快一小時，即UTC-4（EDT）。